# Michel Habig
Pour les articles homonymes, voir Habig.
 Michel Habig, né le 16 février 1947 à Mulhouse (Haut-Rhin), est un homme politique français. Il est notamment député du Haut-Rhin de 1993 à 1997.

## Biographie
Agriculteur de père en fils, Michel Habig s’investit jeune dans les affaires publiques. Il est Président de la Chambre d’agriculture du Haut-Rhin durant 18 ans (de 1989 à 2007), conseiller municipal en 1989, puis maire de 1995 à 2014 et président de la communauté de communes du Centre Haut-Rhin qui regroupe neuf communes et forme un bassin de vie de 14 000 habitants.
Le 11 janvier 2006, il fait incendier quatorze caravanes de Roms installées sur un terrain municipal depuis trois mois. En mai 2006, à la suite d'une plainte du MRAP, Michel Habig est condamné à 5 000 € d'amende et six mois de prison avec sursis pour l'incendie. Les quatre employés municipaux, également inculpés, sont relaxés, pour le fait qu'ils avaient agi sur ordre du maire. Le caractère raciste des faits n'a pas été retenu. Les gendarmes présents n'ont pas été condamnés, le procureur considérant que cela relevait de sanctions disciplinaires.

## Décorations
- Commandeur de l'ordre du Mérite agricole (arrêté ministériel du 31 janvier 2015)[3]
  -  Officier de l'ordre du Mérite agricole le 25 janvier 1993